# Miriam Markel-Mosessohn
Miriam Markel-Mosessohn (1839 – 1920) est une traductrice et journaliste juive lituanienne en langue hébraïque.  Elle exerce une influence importante sur les maskilim, les partisans de la Haskala, de son époque et principalement sur  Judah Leib Gordon, qui lui dédie en 1876 son poème épique Kotso Shel Yod (littéralement: le « crochet du Yod », que l'on peut traduire en français par « le point sur le i »), qui est une satire de la condition féminine dans la société juive traditionnelle. 

## Biographie
Markel-Mosessohn nait à Volkovyshki (Vilkaviškis) en Lituanie, à l'époque partie du Royaume du Congrès sous domination russe, de Ḥayyah et Shimon Wierzbolowki, un riche négociant juif. Miriam a deux frères Yosef et Shemuel et une sœur Devorah. Dès leur plus jeune âge, ils reçoivent une éducation poussée en langue et littérature hébraïque, donnée par des précepteurs privés, ainsi que des connaissances approfondies dans des matières profanes comme le français et l'allemand, mais Miriam est de loin la plus douée et la plus intéressée. En 1875, dans une lettre, elle précise:
« Quand j'ai eu sept ans, ma mère m'a envoyée à l'école juive locale pour apprendre à lire et à écrire en hébreu. Les garçons et les filles étudiaient ensemble comme c'était l'habitude dans les petites villes. De ma jeunesse là-bas, s'est éveillé en moi un profond désir d'étudier et de comprendre et je devins envieuse des jeunes garçons qui étaient au Heder, qui étudiaient le Humash (Pentateuque) et écrivaient en hébreu. Aussi mon père engagea un tuteur de façon que moi aussi, qui étais assoiffée de la source de la Torah, je puisse étudier. »
En 1851, à l'âge de douze ans, elle s'installe avec sa famille à Suwalki, où elle continue ses études en hébreu pendant deux ans et demi avec l'hébraïsant Yehudah Leib Paradiesthal, tout en se consacrant en même temps au français et à l'allemand. Elle traduit alors des nouvelles de l'allemand en hébreu, dont Der Flüchtling aus Jerusalem (Le Réfugié de Jérusalem) de Ludwig Philippson, resté à l'état de manuscrit. Des problèmes familiaux, l'empêchent cependant de se consacrer entièrement à ce type de travail, et seul un de ses livres est publié, la traduction dans un hébreu pur et élégant de Die Juden und die Kreuzfahrer in England Unter Richard Löwenherz  (Les Juifs et les croisés en Angleterre sous Richard Cœur de Lion) du prédicateur et historien juif de langue allemande, Isaac Ascher Francolm, sous le titre hébreu Ha-Yehudim be-Angliya (Les Juifs en Angleterre).   
En 1863, à 24 ans, Miriam épouse Anshel Markel-Mosessohn (1844–1903), qui n'a alors que 19 ans. Le couple qui n'aura pas d'enfant, partage la même passion pour l'hébreu et s'engage à sa renaissance. Anshel supporte les efforts littéraires de sa femme, lui accordant une entière liberté et son soutien financier lors de ses déplacements pour la publication de ses œuvres. 
Markel-Mosessohn correspond brièvement avec l'écrivain Avraham Mapou et va entretenir une correspondance professionnelle et personnelle pendant 20 ans avec Gordon, bien qu'ils ne se soient jamais rencontrés. C'est grâce à Gordon que Markel-Mosessohn peut publier en 1869 son premier volume de Ha-Yehudim be-Angliyah. Le second volume de sa traduction ne parait qu'en 1895, apparemment en raison de la mauvaise santé de Markel-Mosessohn et pour des motifs financiers. À la fin des années 1870, son mari effectue quelques affaires équivoques qui le conduisent alors en prison.   
Pendant la décennie séparant la publication des deux volumes, Markel-Mosessohn voyagent d'une ville européenne à une autre, avant de s'établir en 1881 à Vienne. En 1887, elle devient correspondante à Vienne du Ha-Meliz, le journal que publie Gordon, mais abandonne après la publication de seulement quatre articles, renonçant à leur paternité.  
Markel-Mosessohn réussit à entrer dans le cercle restreint et masculin des lettres hébraïques, à une époque où la langue est en train de ressusciter, mais la stricte reconnaissance et observance des différentiations selon le sexe par les chefs de file de la Haskala, distinctions que Markel-Mosessohn elle-même accepte, l'empêche d'obtenir le statut de Maskil. Plus que par son œuvre relativement restreinte, Miriam Markel-Mosessohn est surtout connue pour son influence capitale sur Gordon. Ce dernier lui dédiera son poème Kotso Shel Yod, violent réquisitoire contre la condition des femmes dans les communautés juives d'Europe de l'Est:
« Esclave de ses parents, esclave de son époux,

Il ne lui est même pas permis de jouir de la maternité en paix. »
Miriam Markel-Mosessohn meurt le 18 décembre 1920 à Grajewo, en Pologne, à l'âge de 81 ans.

## Son œuvre
- Traduction: Ha-Yehudim be-Anglia o ha-Yehudim ve-Nosei ha-Zlav be-Mlokh Ricard Lev-Ha’ari (Les Juifs en Angleterre ou les Juifs et les croisés sous le règne de Richard Cœur de Lion); 1re partie: Varsovie 1869; 2e partie: Varsovie 1895.
- Articles de Vienne dans le journal Ha-Meliz du 1er mai 1887; du 21 mai 1887; du 3 juin 1887 et du 14 juillet 1887.
- Deux copies des lettres envoyées par Markel-Mosessohn à Judah Leib Gordon ainsi que d'autres papiers littéraires, sont conservés par les archives de la bibliothèque nationale et universitaire juive de l'Université hébraïque de Jérusalem.  Un des jeux se trouve dans la Collection Schwadron et l'autre dans les archives de Yalag (Judah Leib Gordon).